# Vårsäd
Vårsäd är säd som sås på våren och skördas samma år. Många av de vanligaste sädesslagen och oljeväxterna finns som både höstformer och vårformer, till exempel vete, råg, raps och rybs.
Ordet "vårsäd" är belagt i svenska språket sedan mitten av 1300-talet